# Nordöns naturvårdsområde
Nordöns naturvårdsområde är ett naturvårdsområde (sedan 1999 likställt med naturreservat) i Lycke socken i Kungälvs kommun i Bohuslän.
Nordön ligger väster om Tjuvkil och öster om Instön. Genom området går vägen mellan Kungälv och Marstrand. Det består av en del av Nordön med omgivande vatten och smärre öar samt strandremsor. Grunda vattenområdena runt ön är värdefulla för reproduktions- och näringsplatser för fiskarter. Området har också betydelse för fågellivet och för friluftslivet. 